# 淺顳動脈
在人體解剖學中，淺顳動脈（Arteria temporalis superficialis），也称颞浅动脉，是頭部主要的動脈之一。為外頸動脈的兩條終末分支之一（另一條為上頷動脈）。藉由觸診，可以在顴骨弓根部和耳屏的前上方摸到浅颞动脉的脈搏。

## 通過結構
淺顳動脈是外頸動脈末端的兩個分支中較小的一個，但從位置上來看卻是延續了外頸動脈的走向。他的起源位於腮腺當中、在下頜骨頸的後方，往上走後從表層通過顳骨顴突，並在顴骨弓上方約5公分分為額枝和頂枝。

## 構造關聯
當淺顳動脈從顴骨弓通過時，淺顳動脈被耳前肌蓋住；這條動脈也會被顏面神經的顳枝和顴枝跨過，並和走行于其後面的耳顳神經伴行。淺顳動脈也會和上眼動脈與內頸動脈接合。

## 臨床關聯
淺顳動脈常會受到巨細胞動脈炎的影響，因此若懷疑有此症狀常會在此切片。當顳動脈擴大時可能會造成偏頭痛。

## 其他圖片

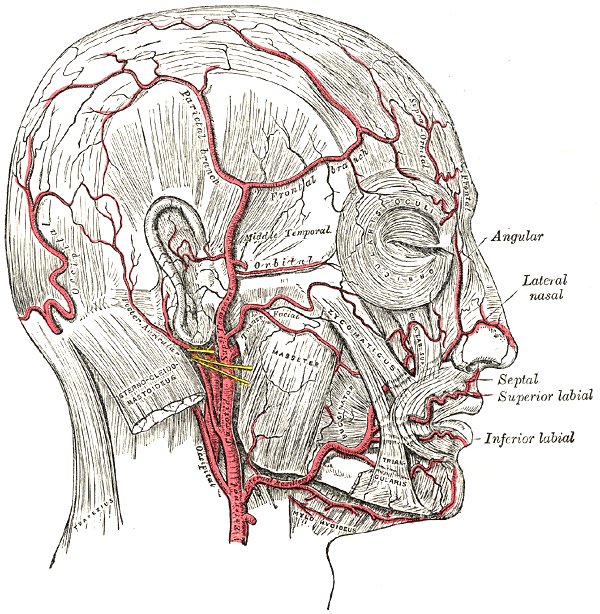
臉和頭皮的動脈。
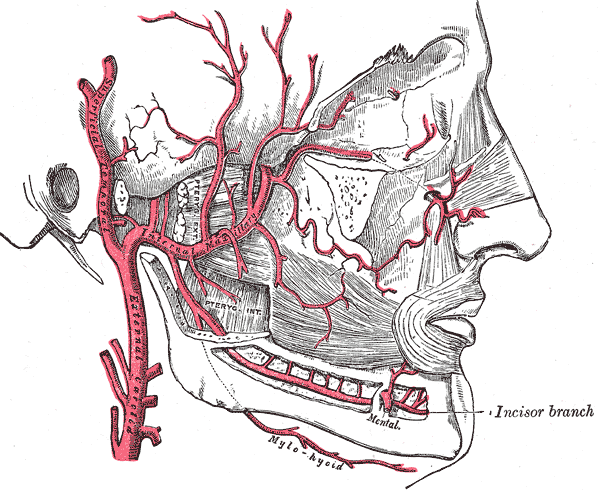
上頷動脈的分枝。
上頷動脈的分枝。
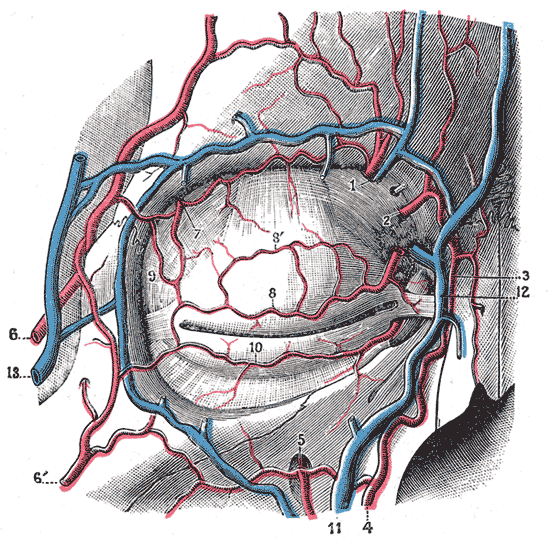
眼皮的血管，前面觀。
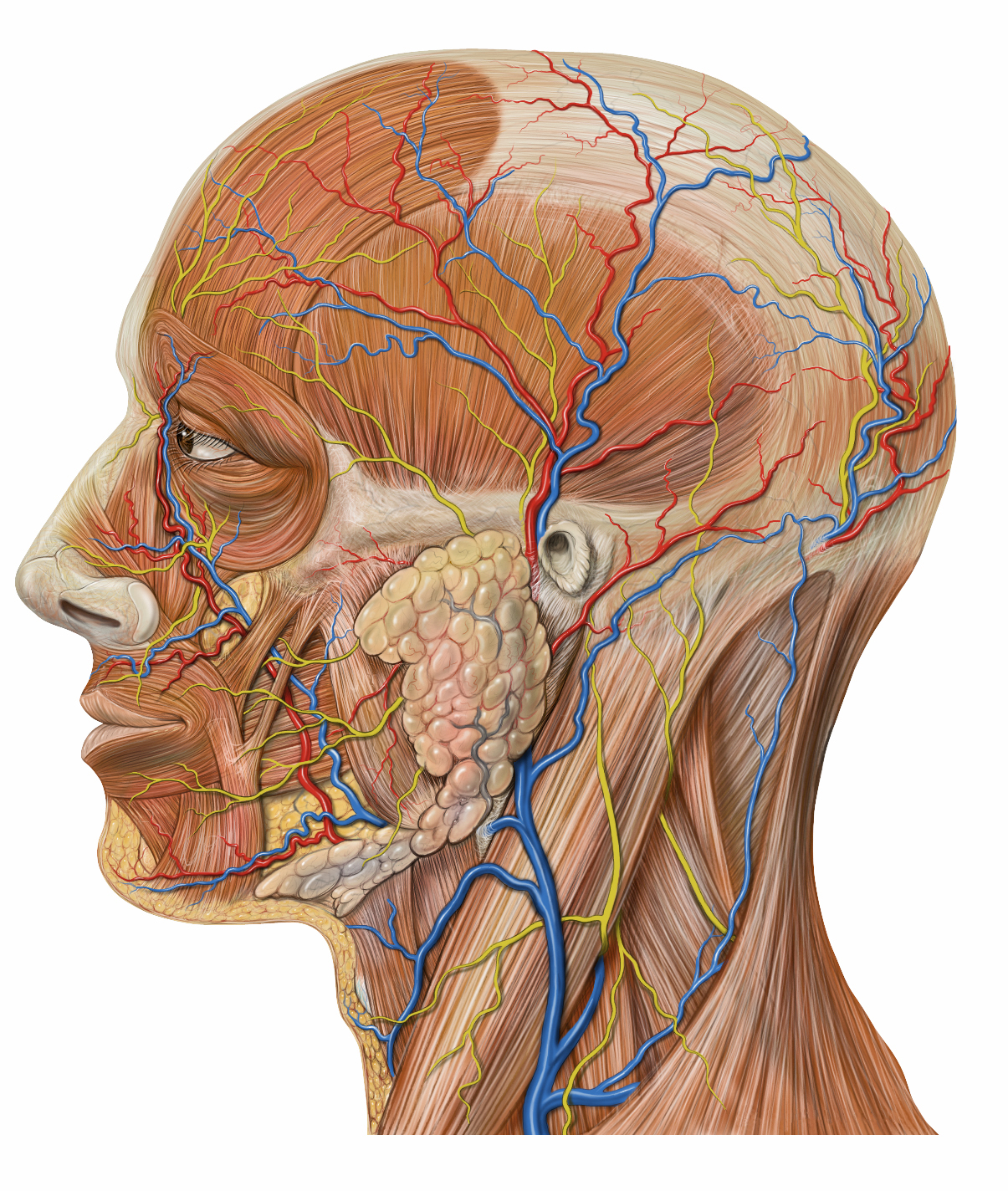
頭部解剖，側面觀。
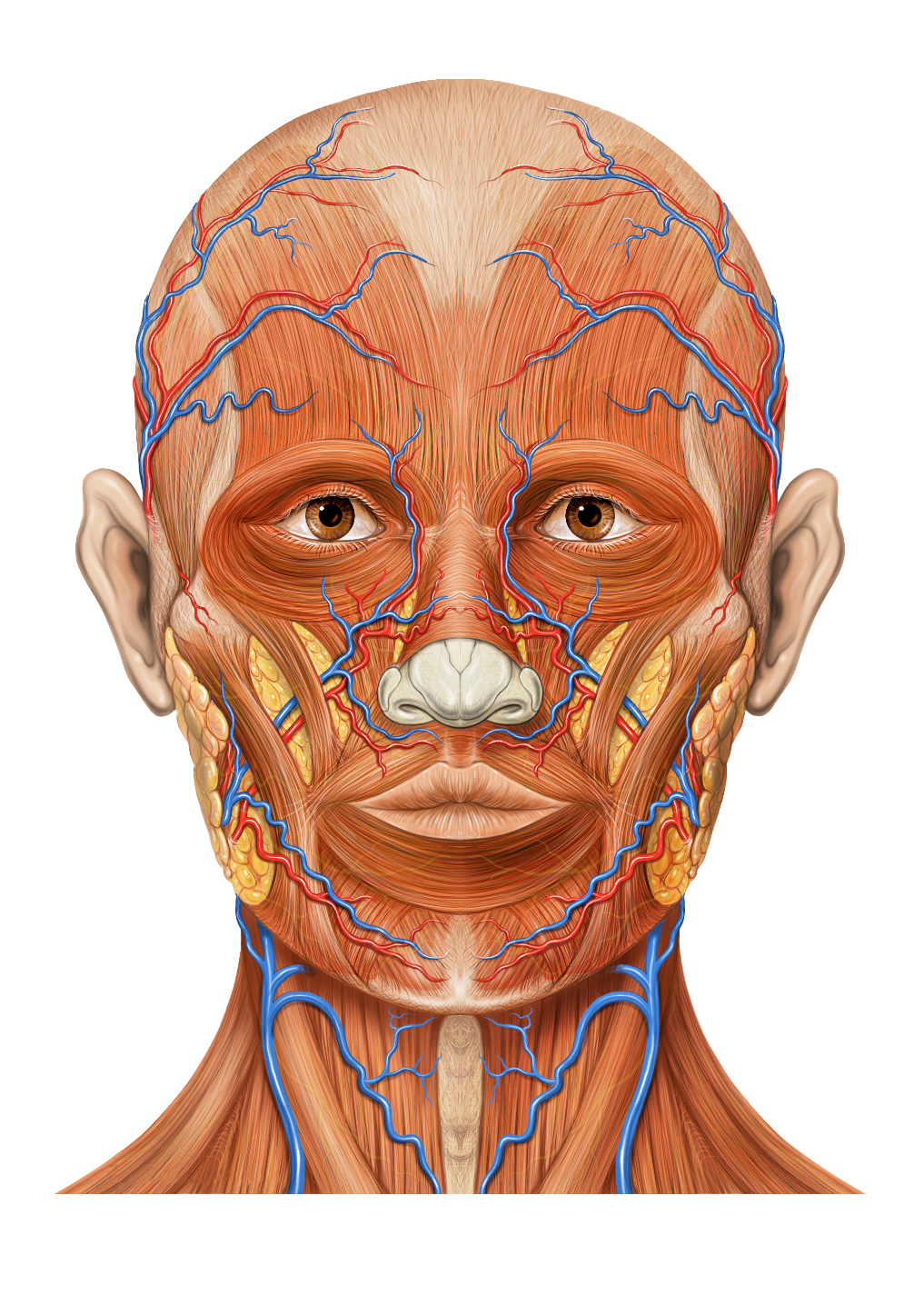
頭部解剖，前面觀。
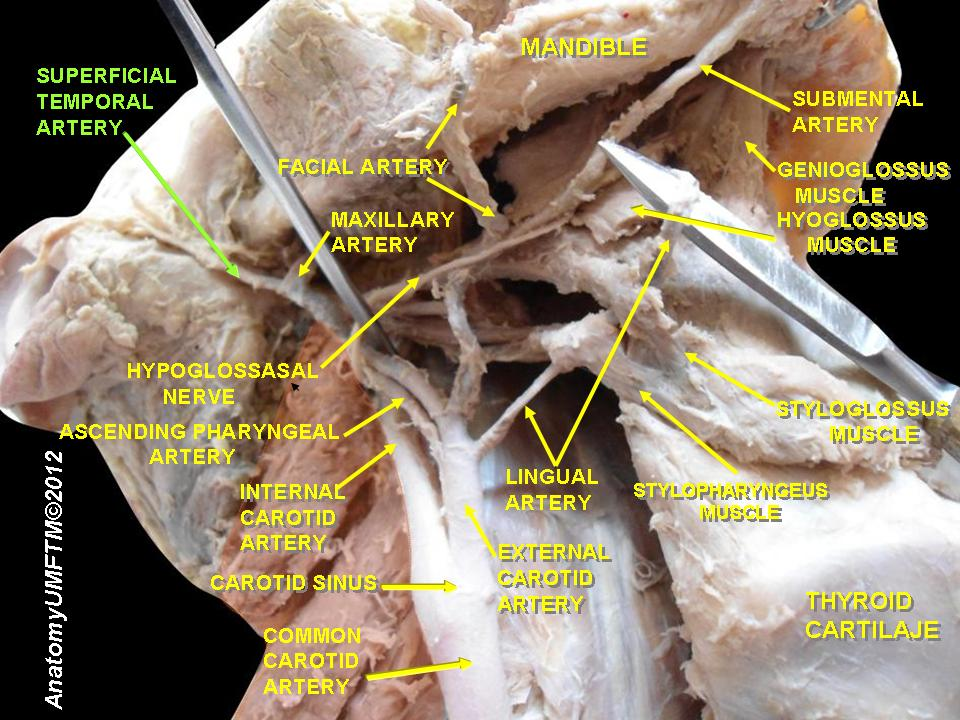
淺顳動脈
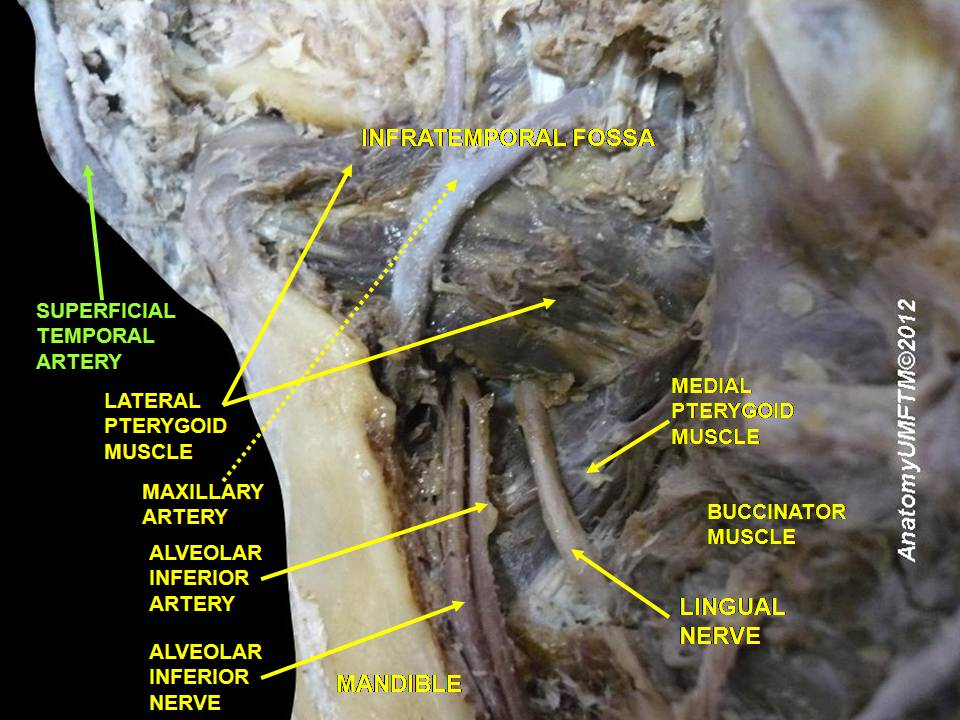
淺顳動脈